# Eublemma rufocastanea
Eublemma rufocastanea är en fjärilsart som beskrevs av Rothschild 1924. Eublemma rufocastanea ingår i släktet Eublemma och familjen nattflyn. Inga underarter finns listade i Catalogue of Life.